# Coping Mechanism
| Recensione | Giudizio |
| ---------- | -------- |
| AllMusic   |          |
| Pitchfork  | 6,7/10   |

Coping Mechanism è il quinto album in studio della cantante statunitense Willow, pubblicato il 7 ottobre 2022.

## Tracce
1. Maybe It's My Fault – 2:42
2. Falling Endlessly – 2:54
3. Curious/Furious – 3:04
4. Why? – 2:58
5. Coping Mechanism – 2:45
6. Split – 3:21
7. Hover Like a Goddess – 2:23
8. Ur a Stranger – 2:05
9. Perfectly Not Close to Me (con Yves Tumor) – 1:52
10. No Control – 2:48
11. Batshit! – 2:22

## Formazione
- Willow – voce, cori (tracce 3–11)
- Chris Greatti – chitarra, basso (tracce 1–5, 7–9), batteria  (tracce 3, 9), percussioni (traccia 3), cori (traccia 4)
- Asher Bank – batteria (tracce 1, 2, 4–8, 10, 11)
- Ryan Wheeler – basso (tracce 6, 10)
- Yves Tumor – cori (traccia 9)
- Zach Tenorio – mellotron, piano (traccia 10)
- Liam Hall – organo (traccia 10), mellotron, programmazioni, sintetizzatore (traccia 11)
- Brad Bowers – basso (traccia 11)